# Parco nazionale di Shivapuri Nagarjun

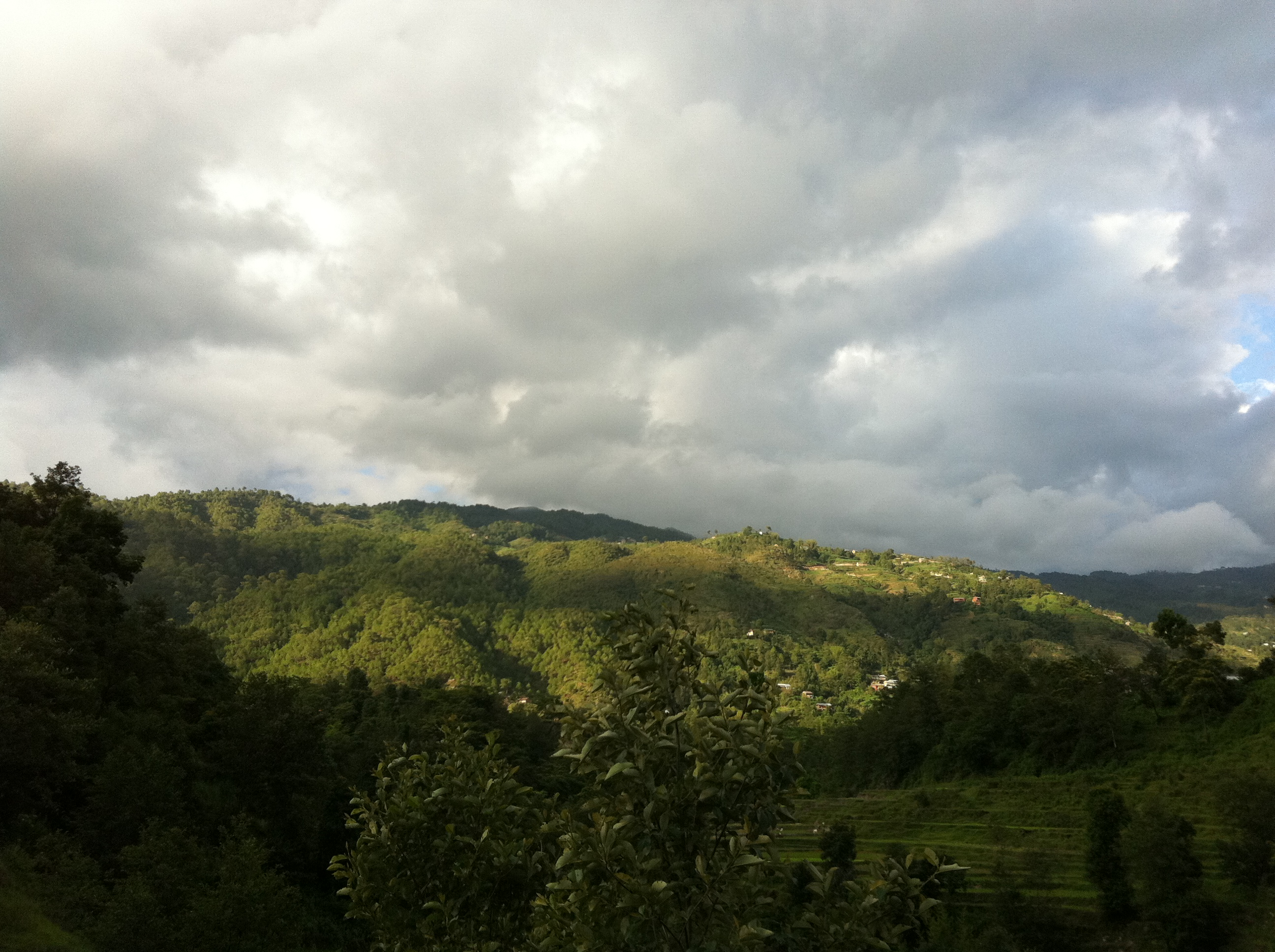
Una vista del parco nazionale di Shivapuri Nagarjun da Sundarijal

Il parco nazionale di Shivapuri Nagarjun è il nono parco nazionale del Nepal ed è stato istituito nel 2002. Si trova nelle colline centrali del paese, nella parte settentrionale della valle di Katmandu, e prende il nome dal picco Shivapuri di 2732 m. Copre un'area di 159 km² nei distretti di Katmandu, Nuwakot e Sindhulpalchok, adiacente a 23 Comitati di sviluppo del villaggio. Ad ovest, l'area protetta si estende fino al distretto di Dhading.

## Storia
L'area è sempre stata un importante bacino idrografico, fornendo quotidianamente alla valle di Katmandu diverse centinaia di migliaia di metri cubi di acqua al giorno. Nel 1976, l'area fu istituita come bacino idrografico protetto e riserva naturale. Nel 2002 è stata catalogata come parco nazionale di Shivapuri, coprendo inizialmente 144 km². È stato esteso dalla riserva forestale di Nagarjun per 15 km² nel 2009.
Il parco comprende alcuni siti storici e religiosi e un famoso percorso escursionistico per la popolazione locale e i turisti.
Shivpuri è descritto nel Nepalmahatmya di Skanda Purāṇa come "luogo di buon auspicio del Signore Shiva, pieno di Shivalingam".

## Clima
Il parco si trova in una zona di transizione tra clima subtropicale e temperato. La precipitazione annuale di circa 1400 mm cade principalmente da maggio a settembre, con l'80% durante il monsone. Le temperature variano da 2-17 °C durante la stagione invernale, salendo a 19-30 °C durante la stagione estiva.

## Flora

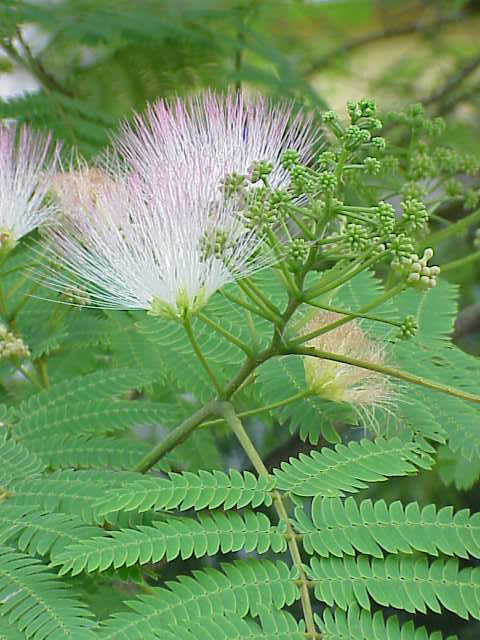
L'albero di seta persiana che si trova nel parco

La vegetazione tipica del parco è una foresta di media collina da 1 000 a 1 800 metri di altitudine, costituita da:
- Foreste di latifoglie subtropicali dell'Himalaya nella zona bioclimatica subtropicale inferiore e superiore dominate dalle associazioni di Schima-Castanopsis, con pini dell'Himalaya sulle creste secche meridionali e gruppi di ontano nepalese, ciliegi selvatici dell'Himalaya, Engelhardia e Quercus glauca lungo i torrenti;
- Foreste di latifoglie dell'Himalaya orientale nella zona bioclimatica temperata più bassa con specie sempreverdi di latifoglie prevalentemente di famiglie di querce e alloro mescolate con rododendro sulle pendici settentrionali.[4][5]

A una maggiore altezza prosperano varie erbe medicinali. I botanici hanno registrato 129 specie di funghi e 2 122 specie floreali, di cui 449 vascolari e 16 piante endemiche.

## Fauna

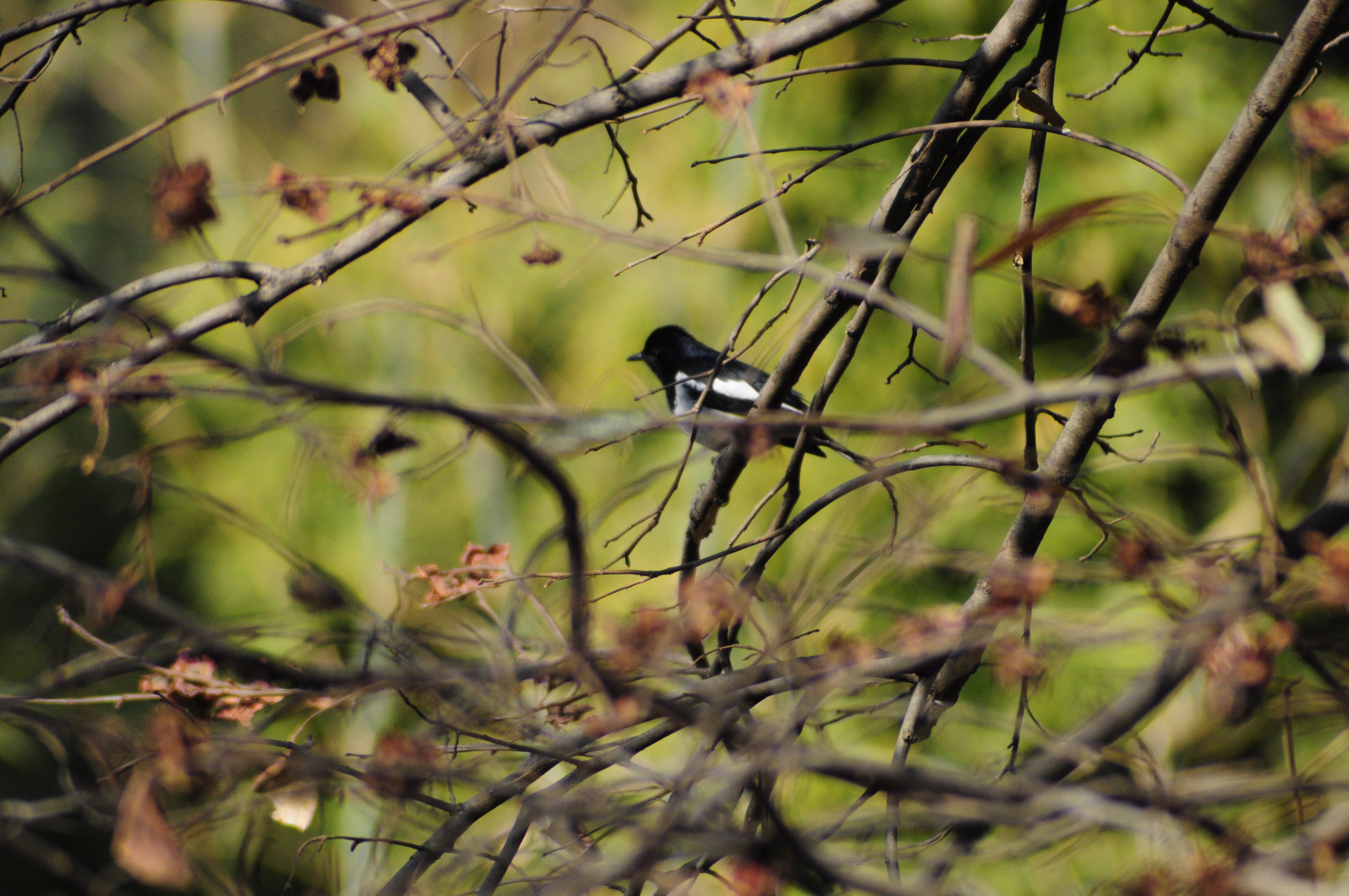
Uccelli nel parco nazionale di Shivapuri Nagarjun

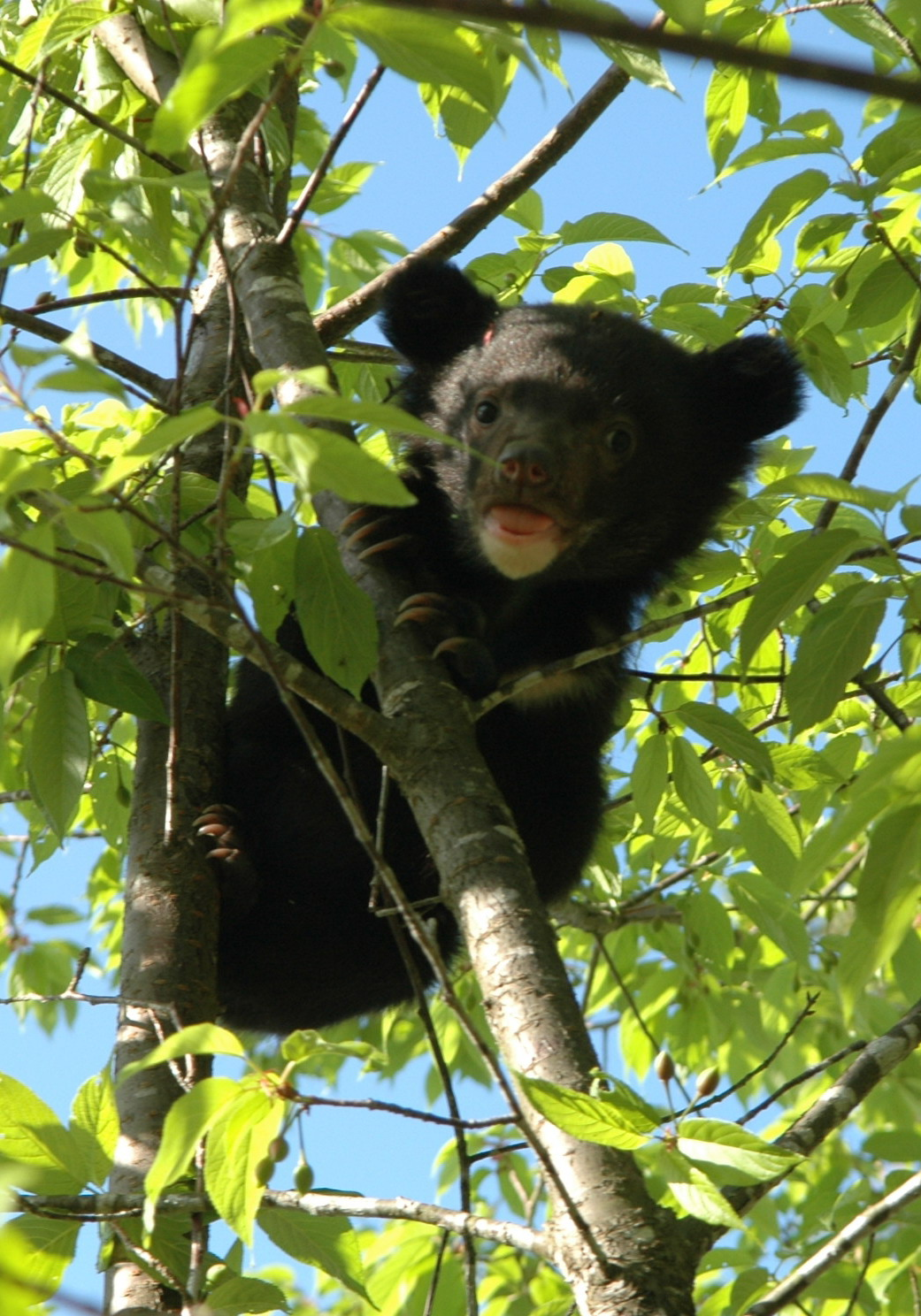
Cucciolo di Ursus thibetanus laniger

Dal 2002 sono stati effettuati diverse spedizioni per determinare la diversità faunistica dell'area protetta. In uno studio sul campo effettuato da luglio 2003 a luglio 2004, leopardo indiano, gatto della giungla, grande civetta indiana, sciacallo dorato, Ursus thibetanus laniger, martora dalla gola gialla, mangusta di Giava, goral grigio, muntjak, cinghiale, macaco rhesus, il langur di Hanuman, il pangolino cinese, l'istrice dalla coda bianca, il pika di Royle, la lepre indiana, lo scoiattolo dell'Himalaya dal ventre arancio, il topo fulvo, lo Episoriculus caudatus e il ratto nero sono stati identificati. Leopardo nebuloso, gatto leopardo, gatto della giungla, grande civetta indiana, civetta dalle palme mescherata, mangusta crancrivora, pangolino indiano, macaco rhesus e martora dalla gola gialla, sono stati catturati nel 2010. Nel 2008, il ferro di cavallo intermedio, il ferro di cavallo maggiore e il ferro di cavallo dalle grandi orecchie sono stati reticolati all'ingresso della grotta di Nagarjuna all'interno del parco.
Nella parte occidentale del parco, gli erpetologi incontrarono il cobra monocolo, Herpetoreas platyceps, Trachischium laeve, Trachischium tenuiceps, Japalura variegata, la lucertola del giardino orientale, lo scinco dell'erba con molte zampe, Asymblepharus himalayanus, il rospo nero-spinato, la Minervarya syhadrensis e rana nasuta nell'estate del 2009.
Gli ornitologi registrarono 318 specie di uccelli, tra cui il gufo reale, il garrulo scimitarra beccosottile, il pigliamosche dalla gorgiera, la tortora cuculo barrata e il barbetto goladorata.